# ハローキティとまほうのエプロン 〜サンリオキャラクター大集合!〜
『ハローキティとまほうのエプロン』は、エクサム発売のサンリオキャラクターを起用した日本のトレーディングカードアーケードゲーム。2010年7月26日開始。2017年8月31日終了。
ニンテンドー3DSソフトの「ハローキティとまほうのエプロン リズムクッキング♪」についてもここで述べる。

## 概要
サンリオ創立50周年を記念して、サンリオとライセンス契約をしたエクサムが発売する、サンリオキャラクター総出演のキッズ向けカードゲーム機。
筐体は2枚の大型液晶モニタを使い、下部モニタはタッチパネルになっている。ゲーム内容は料理がテーマで、コンロ風の加熱調節ダイヤルや保護者が手伝うことができるお手伝いボタンも付いている。

## 遊び方
作る料理をカレーライス・チャーハン・てんぷら・スパゲティ・ハンバーグ・オムライス・ハンバーガーの7種から選び、料理するキャラクターとお手伝いするキャラクターをスキャン。3人の審査員が決定し、好みの食材を選んでスキャンして料理を開始。材料の皮を剥いたり切ったりして仕込み、煮たり炒めたりして料理を完成させ、最後に魔法をかけて仕上げる。そして、3人の審査結果と合わせ総合得点を発表。金の料理人になれば成功となる。

## カード
- キャラクターカード

登場キャラのカード。バーコード面は赤。カードがない場合は登場はももな、お手伝いはルビーになる。
- 食べものカード

料理の材料になるカード。バーコード面は黄色。カードがない場合はたまねぎが出る。
- まほうカード[4]

料理の出来上がりの決め手となる魔法カード。バーコード面は青。
- スペシャルカード

ケーキやビッグバーガー等、特別なメニューを作ることができる。バーコード面は虹色。
- しょうたいカード

審査員決定前にルーレットを実施し、選ばれた審査員を三人の審査員のうち一人として一番左の審査員枠に招待する。バーコード面は緑。新シリーズ（デリシャス！シリーズ）から導入。

## オリジナルキャラクター
- デビ・ジャマール
- ビビ・ジャマール

ゲームで初登場のキャラクター。2人組の姉妹で、ピンク色がデビ、青色がビビ。ルーレットで料理を盗んだりといたずらをするお邪魔キャラとしてゲーム中に登場する。

## リリース

### 旧シリーズ
1～7、11弾のサンリオオールキャラクター「ハローキティとまほうのエプロン」と、8～10、12～16弾のジュエルペットとジュエルペットのアニメキャラクターのみが登場する「ジュエルペットと魔法のエプロン」に大別される。
第1弾『ハローキティとまほうのエプロン 〜サンリオキャラクター大集合!〜』
2010年7月26日より稼動。全54種。
第2弾『ハローキティとまほうのエプロン 〜シュガーバニーズとケーキをつくろう!〜』
2010年12月より稼動の第2弾。1弾に8種のカードが追加され、全62種。シュガーバニーズが登場。
第3弾『ハローキティとまほうのエプロン 〜レッツ!ハンバーガークッキング〜』
2011年3月18日より稼動の第3弾。1,2弾からカードが一新され、全54種。キキとララがキャラクターカードで登場。ハンバーガーチェーンの子供向け玩具付きセットプロモーションに合わせ、作れる料理にハンバーガーが追加された。2011年3月18日の稼動開始予定ではあったが、2011年3月11日に発生した東日本大震災による節電と物流の混乱から多くの設置店舗でバージョンアップが間に合わない事態となった。
第4弾『ハローキティとまほうのエプロン 〜みんな集まれ!お料理パーティー!〜』
2011年6月23日より稼動の第4弾。全53種。クロミ、ボ・ボクねずみ小僧だい、チアリーチャム、ウィッシュミーメル等登場。
第5弾『ハローキティとまほうのエプロン 〜みんなびっくり!仮装パーティー!〜』
2011年9月8日より稼動の第5弾。全55種。カードのデザインやキャラクターの衣装がハロウィン風となっている。
第6弾『ハローキティとまほうのエプロン 〜ジュエルペットのキラキラクッキング!〜』
2011年12月1日より稼動の第6弾。競合していたセガのカードゲームの権利が切れたため、ジュエルペット（ジュエルペット サンシャイン）のキャラクターが登場。全54種。
前弾まではカード番号の表記が第1弾からの連番XX-XX形式だったが、今弾からはdishX-XX形式に変更となった（dishXのXには弾数が入る）。
第7弾『ハローキティとまほうのエプロン オールスターズ!』
2012年3月15日より稼動の第7弾。第1弾から第5弾までの総集編+新カード20種。
ジュエルペットテレビアニメシリーズから「サンシャイン」、「きら☆デコッ！」に登場した人間キャラクターがサンリオのマスコットキャラクター以外で初登場した。
第8弾『ジュエルペットと魔法のエプロン』
2012年8月2日より稼動の第8弾。7弾で追加されたジュエルペットのアニメキャラが好評であったため、全てのカードがジュエルペットとテレビアニメ4シリーズに登場した人間キャラクターになっている。
また、本弾よりハイターゲット向けにゲーム性の変更が行われた。
第9弾『ジュエルペットと魔法のエプロン cutie』
2012年12月13日より稼動の第9弾。前弾に引き続き全てのカードがジュエルペットとテレビアニメ4シリーズに登場した人間キャラクターになっている。
副題の「cutie」は9弾の"9"を意図して付けられている。
第10弾『ジュエルペットと魔法のエプロン lovery』
2013年4月25日より稼動の第10弾。前弾と同じく全てのカードがジュエルペットとテレビアニメ4シリーズに登場した人間キャラクターになっている。
副題の「lovery」のロゴは"o"を大きめに表示して、「lo」の部分が「10」と読める意匠となっている。
また、今弾からジュエルペットハッピネスに関連するカードが追加された。
第11弾『NEW ハローキティとまほうのエプロン』
サンリオショップ限定で2013年4月25日より稼働の第11弾。ローターゲット向けとして、7弾までのサンリオオールキャラクター路線を引き継いでいる。
第10弾と同時リリースだが、第11弾としてナンバリングされている。
ロゴには副題の表示がなく「ハローキティとまほうのエプロン」のみとなっている。
第12弾『ジュエルペットと魔法のエプロン angel ailes』
2013年10月17日より稼動の第12弾。第10弾に引き続き全てのカードがジュエルペットとテレビアニメ5シリーズに登場した人間キャラクターになっている。
副題の「angel ailes」はロゴにおいては小文字"a"ではなく大文字"A"が用いられ、また"s"は左右反転されている。「Angel」の"l"を"1"、および「Ales」の"s"の左右反転を"2"に見立て、色を強調して12弾であることを示す意匠となっている。
第13弾『ジュエルペットと魔法のエプロン Beautiful Memories』
2014年3月6日より稼動の第13弾。
副題の「Beautiful Memories」のロゴは"B"のパーツを色分けして「13」と読める意匠となっている。
第14弾『ジュエルペットと魔法のエプロン Candy』
2014年6月26日より稼動の第14弾。
副題の「Candy」のロゴの"d"のパーツを色分けし、続く"y"と合わせることで「14」と読める意匠となっている。
総集編『ジュエルペットと魔法のエプロン 総集編スペシャル』
サンリオショップ限定で、2014年9月11日より稼動の総集編。第8弾、第9弾、第10弾、第12弾のカードを収録。
第15弾『ジュエルペットと魔法のエプロン Strawberry Cure』
2014年10月30日より稼動の第15弾。
ロゴの副題部分「Strawberry」にイチゴの意匠が施されている。
第16弾『ジュエルペットと魔法のエプロン Cooking live』
2015年3月26日より稼動の第16弾。
ロゴにおいて副題「Cooking live」の"l"と"e"の上下反転させた意匠を取り入れており、それぞれ"1"と"6"と読めるようにして16弾であることが示されている。
総集編『ジュエルペットと魔法のエプロン オールヒロインコレクション』
2015年7月23日より稼動の総集編。第13弾～16弾のカードを収録。

### 新シリーズ
稼動5周年を記念してリニューアルされ、リニューアル後のシリーズは「まほうのエプロン デリシャス！」シリーズ、あるいは「デリシャス！」シリーズと称される。
弾のナンバリングがリセットされ、カード番号表記はApronX-XX形式に変更となった。前弾まではランダムだった審査員をルーレットで一部コントロール可能とする新要素、「しょうたいカード」が導入された。
第1弾『ジュエルペットと魔法のエプロン デリシャス！ ～マジカルチェンジクッキング～』
2015年11月5日より稼動の新シリーズ第1弾。
第2弾『リルリルフェアリルとジュエルペットの魔法のエプロン デリシャス！』
2016年4月28日より稼働の新シリーズ第2弾。前弾までのジュエルペットに続く、サンリオとセガトイズの共同開発キャラクター、リルリルフェアリルのキャラクターが初登場。前弾の「しょうたいカード」導入と同時に実施された、左端の審査員ロックの仕様変更に関する不具合が修正された。また 「てんぷら」を選んでゲームを進めるとプレイ終盤のまほうでフリーズする不具合が発見されたが、4月30日に修正が行われ5月1以降順次修正版展開となっている。
第3弾『リルリルフェアリルとジュエルペットの魔法のエプロン デリシャス！ 2ndレシピ』
2016年11月1日より稼働の新シリーズ第3弾。
最終弾『リルリルフェアリルとジュエルペットの魔法のエプロン デリシャス！ ウェディングレシピ』
2017年4月6日より稼働の新シリーズ第4弾。本弾が最終弾となり、2017年8月31日限りでシリーズ稼働終了。

## キャンペーン

### クッキンググランプリ
カレーライス、チャーハン、てんぷら、ナポリタン、ハンバーグの料理5種目について指定された期間でプレイし、プレイ後に表示されるスコア表示画面をデジカメ撮影したものを電子メールで応募して料理王を決定する。金キティ、銀キティ（海外版含む）は使用禁止カードに指定されている。

#### クッキンググランプリ
2013年1月11日-2月17日に開催。各料理、同点の場合の順位は受付順とする。各料理の順位に従ってCP（クッキングポイント）が与えられ、CPの合計で総合順位が決定する。
| 料理種目     | 開始       | 終了       |
| ------------ | ---------- | ---------- |
| カレーライス | 1/11（金） | 1/20（日） |
| チャーハン   | 1/21（月） | 1/27（日） |
| てんぷら     | 1/28（月） | 2/3（日）  |
| ナポリタン   | 2/4（月）  | 2/10（日） |
| ハンバーグ   | 2/11（月） | 2/17（日） |

#### 第2回クッキンググランプリ
2013年6月14日-7月21日に開催。
| 料理種目     | 開始       | 終了       |
| ------------ | ---------- | ---------- |
| カレーライス | 6/14（金） | 6/23（日） |
| チャーハン   | 6/24（月） | 6/30（日） |
| てんぷら     | 7/1（月）  | 7/7（日）  |
| ナポリタン   | 7/8（月）  | 7/15（月） |
| ハンバーグ   | 7/16（火） | 7/21（日） |

#### 第3回クッキンググランプリ
2014年9月12日-10月19日に開催。前回までのCP方式を廃止し、各料理の合計スコアで総合順位を決定する方式に改められた。合計スコアが同点の場合の順位はハンバーグのスコアが高い方が上位となる（ハンバーグも同点の場合は同着）。
| 料理種目     | 開始        | 終了        |
| ------------ | ----------- | ----------- |
| カレーライス | 9/12（金）  | 9/21（日）  |
| チャーハン   | 9/22（月）  | 9/28（日）  |
| てんぷら     | 9/29（月）  | 10/5（日）  |
| ナポリタン   | 10/6（月）  | 10/12（日） |
| ハンバーグ   | 10/13（月） | 10/19（日） |

#### 第4回クッキンググランプリ
2015年5月22日-6月28日に開催。
| 料理種目     | 開始       | 終了       |
| ------------ | ---------- | ---------- |
| カレーライス | 5/22（金） | 5/31（日） |
| チャーハン   | 6/1（月）  | 6/7（日）  |
| てんぷら     | 6/8（月）  | 6/14（日） |
| ナポリタン   | 6/15（月） | 6/21（日） |
| ハンバーグ   | 6/22（月） | 6/28（日） |

#### 第5回クッキンググランプリ
2015年12月25日から2016年3月6日に開催。前回までは各料理の開催期間がおよそ一週間だったのが約二週間に改められ、全体期間がおよそ二ヵ月半にわたるイベントとなった。
| 料理種目     | 開始        | 終了       |
| ------------ | ----------- | ---------- |
| カレーライス | 12/25（金） | 1/11（月） |
| チャーハン   | 1/12（火）  | 1/24（日） |
| てんぷら     | 1/25（月）  | 2/7（日）  |
| ナポリタン   | 2/8（月）   | 2/21（日） |
| ハンバーグ   | 2/22（月）  | 3/6（日）  |

#### 第6回クッキンググランプリ
2017年1月14日-3月26日に開催。
| 料理種目     | 開始       | 終了       |
| ------------ | ---------- | ---------- |
| カレーライス | 1/14（土） | 1/29（日） |
| チャーハン   | 1/30（月） | 2/12（日） |
| てんぷら     | 2/13（月） | 2/26（日） |
| ナポリタン   | 2/27（月） | 3/12（日） |
| ハンバーグ   | 3/13（月） | 3/26（日） |

#### クッキンググランプリファイナル
2017年5月12日-6月25日に開催。最終種目のハンバーグを除き、各料理の開催期間が第4回以前と同様に、およそ一週間となった。
| 料理種目     | 開始       | 終了       |
| ------------ | ---------- | ---------- |
| カレーライス | 5/12（金） | 5/21（日） |
| チャーハン   | 5/22（月） | 5/28（日） |
| てんぷら     | 5/29（月） | 6/4（日）  |
| ナポリタン   | 6/5（月）  | 6/11（日） |
| ハンバーグ   | 6/12（月） | 6/25（日） |

### その他

#### 辻ちゃん×キティちゃんコラボレーション のんスタイルカードプレゼント
応募期間：2010年8月10日-9月10日
カード10枚送ると、辻希美イメージのキティカードがプレゼントされる。

#### スコアアタックキャンペーン
応募期間：2010年8月17日-9月15日
『笑っていいとも!』テレフォンショッキング出演記念として、350点以上を出してプレゼントをもらえるキャンペーン。応募者最高点は806点。

#### 毎日プレゼントキャンペーン
応募期間：2010年10月1日-11月30日
400点以上獲得した得点画面を、携帯電話またはデジタルカメラで撮った写真1枚を公式サイトで公開のE-mailに送ると毎日1名にサンリオグッズがプレゼントされる。更に700点以上獲得の写真を送ると銀色のキャラクターカード、800点以上で金色のキャラクターカードを応募者全員プレゼント。カード発送は2010年12月頃。

#### プログコンテスト!まほうのエプロン好き大集合!
応募期間：2010年10月18日-11月30日
ゲームについてのプログ記事応募。抽選で商品プレゼント。

#### まほうのエプロンGET大会
2010年12月10日よりイオンファンタジーで開催。
あたりシールがついたカードでオリジナルカードファイルをプレゼント。

#### 冬の3大プレゼント!
2010年12月10日から2011年1月31日まで開催。

##### CheCheNYグッズプレゼント『ケーキを作ってもらっちゃおう!』
CheCheNYとのコラボで、ゲームでケーキを作ってケータイで応募。

##### スコアアタック!『高得点でもらっちゃおう!』
950点以上でゴールドカード、850点以上でシルバーカードをプレゼント。

##### 全員プレゼント!『カードを10枚集めてもらっちゃおう!』
カードを10枚送ってオリジナルシールをプレゼント。

#### ハローキティとまほうのエプロンスペシャルイベント
2010年12月18日、19日に横浜京急百貨店サンリオコーナーでイベント開催。
お料理大会実施、優勝で賞状授与。キリ番ゲットでオリジナルシールをプレゼント。

#### 春の毎日プレゼントキャンペーン
2011年2月23日-4月11日に開催。400点以上写真に撮って応募。

#### まほうのエプロンＧＥＴ大会[29]
2011年3月18日よりイオンファンタジーで開催。カードにあたりシールがついていたら、シールかカードファイルがもらえる。

#### マクドナルドハッピーセット
2011年3月26日-4月14日に実施。マクドナルドで『シュガーバニーズ シュシュ6リング』を買うとカードプレゼント。

#### まほうのエプロン体験会[30]
2011年4月23日、24日にカワイイパラダイスで実施。参加者には「イベント限定イラストカード」と「グッズ」をプレゼント。

#### まほうのエプロン教室[31]
2011年4月29日、30日に横浜京急百貨店で実施。「カード交換会」などを実施。

#### スペシャルイベント「まほうのエプロン教室」[32]
2011年7月16日、17日実施。場所：横浜タカシマヤ6階サンリオコーナー。
2011年7月23日、24日実施。場所：京急百貨店5階サンリオコーナー。
2011年7月30日、31日実施。場所：玉川タカシマヤ5階サンリオコーナー。

#### あかりオリジナルデザインカードGET大会
2012年8月2日よりイオンファンタジーで開催。あたりシールがついたカードで得意な料理が多くなっている特別なあかりオリジナルデザインキャラクターカードをプレゼント。

#### 夏のスマイルキャンペーン
2012年8月10日-9月20日に開催。カードと一緒に人物が映っている写真をメールで送ると、限定プロモーションカードの「さくらん」を応募者全員にプレゼント。

## アルカナハートとのコラボ
エクサムが展開する2D格闘ゲームアルカナハートのキャラクターとコラボした店舗限定のカード。
愛乃はぁと＆キティ
廿楽冴姫＆マイメロディ
リーゼロッテ・アッヒェンバッハ＆クロミ
朱鷺宮神依＆タキシードサム
リリカ＆ばつ丸
フィオナ＆ポムポムプリン
シャルラッハロート＆デビ・ジャマール
ヴァイス＆ビビ・ジャマール
アンジェリア・アヴァロン＆ルビー
ペトラ・ヨハンナ・ラーゲルクヴィスト＆ガーネット
犬若あかね＆サフィー
安西頼子＆ローサ
大道寺きら＆エンジェラ
天乃原みのり＆ラリマー
リーゼロッテ・アッヒェンバッハ＆ラブラ
フィオナ＆ルナ
小唄＆ダイアナ
これらのカードを使ってプレイすると、まれに審査員で残りのキャラクター1人が登場することがある。

## ハローキティとまほうのエプロン リズムクッキング♪
2013年12月12日に発売されたニンテンドー3DS用ソフト。エプロンタウンで料理を作りながら、そこに住みつくキャラクターを増やしてタウンを発展させていく。

### ゲームの進行
子供が遊びやすいように、スライドパッドとタッチペンだけで操作できる。最初にプレーヤーの名前・姿（女の子、男の子）・服装を選んでセーブデータを登録（データは3つまで登録可能）。スタート直後はハンバーグかカレーの2種しか作れない。また、審査員・食材選び・ルーレット・まほうはない（その分ゲームはかなりスピーディに進む）。何度も料理するうちにメニューが増えるのと同時に遊べるキャラクターも増える。料理には難易度があり（★から★★★の3段階）、料理人のランクが上がると高難度のプレイが可能となる。「ぎんのりょうりにん」になると難度★★★がプレイ可能となり、「きんのりょうりにん」で7つのメニュー全てで難度★★★がプレイ可能になる。あるコマンド入力をするとアルカナハートのキャラクターを出現させ遊ぶことができる。

### 一緒に料理できるキャラクター
- キティ[37]
- ミミィ
- マイメロディ
- クロミ
- シナモン
- プリン
- ばつまる
- けろっぴ
- キキ
- ララ
- ポチャッコ
- ハナ

### クイズゲーム
1回料理を作る毎にタウン内にキャラクターが遊びに来て、話しかけるとクイズゲームができる。ゲームは制限時間内で何問でも答えることができ、誤答の場合は残り時間が減る。
- ちがうのどーこだ？

上画面と下画面の絵を見比べ、下画面で違うところをタッチする（1問につき1-3か所）。
- おなじポーズをさがせ！

上画面に出るキャラクターを見て、下画面で同じポーズを探しタッチする。
- シルエットクイズ

上画面の絵（シルエット）を見て、下画面で同じものをタッチする（1問につき1-5個）。
- どこがかわっているかな？

下画面の絵で徐々に変わっていくところをタッチする。
- よーくおぼえて！

まず上画面の絵を見て覚えたらタッチ。下画面に出た絵で前と違うところをタッチする。

### カードアルバム
料理やクイズを終えると成績に応じてキティのスタンプがもらえ、スタンプが15個集まる毎にアーケード版デザインのカードが1枚もらえる。カードにはノーマル：☆・レア：☆☆・スーパーレア：☆☆☆とランクがあり、重複する事は無い。そのため、最初のほうはノーマルが多く、後になるとレアが多くなる傾向にある。